# Torgun
Torgun (ros. i kaz. Торгун; t. Торгунь, Torguń; Торгуй, Torguj) – rzeka w południowej Rosji przeduralskiej (obwód wołgogradzki), ostatni lewy dopływ Wołgi w zlewisku Morza Kaspijskiego. Długość – 145 km, powierzchnia zlewni – 3550 km². W górnym biegu wysycha. Wiosną osiąga 3–4 m głębokości. 
Płynie przez północny kraniec Niziny Nadkaspijskiej. W górnym biegu rzeka graniczna między Rosją i Kazachstanem. Uchodzi do Zatoki Jerusłańskiej Zbiornika Wołgogradzkiego na Wołdze, powyżej Kamyszyna. Jedyna większa miejscowość nad Torgunem to miasteczko Pałłasowka. Niegdyś największy dopływ Jerusłanu, dziś uchodzi bezpośrednio do Wołgi jako jej ostatni lewy dopływ.